# Campanula carpatha
Campanula carpatha ist eine Pflanzenart aus der Gattung der Glockenblumen (Campanula) in der Familie der Glockenblumengewächse (Campanulaceae).

## Merkmale
Campanula carpatha ist ein zweijähriger Hemikryptophyt, der Wuchshöhen von 5 bis 20 Zentimeter erreicht. Die zahlreichen Stängel sind meist einblütig, einfach, dünn und aufsteigend oder niederliegend. Die Grundblätter sind elliptisch bis eiförmig, scharf gesägt und 30 bis 50 Millimeter groß. Die Krone ist 15 bis 17 Millimeter groß und röhrig.
Die Blütezeit reicht von März bis Mai.

## Vorkommen
Campanula carpatha kommt auf den griechischen Inseln Karpathos, Saria und möglicherweise auch auf Kasos endemisch vor. Die Art wächst in schattigen Felsspalten und Kiefernwäldern in Höhenlagen von 0 bis 1200 Meter.

## Taxonomie
Campanula carpatha wurde 1902 von Eugen von  Halácsy (1842–1913) in Conspectus Florae Graecae Band 2 Teil 1 Seite 252 erstbeschrieben. Die Art wurde von Thomas Pichler 1883 auf Karpathos entdeckt.

## Belege
- Ralf Jahn, Peter Schönfelder: Exkursionsflora für Kreta. Mit Beiträgen von Alfred Mayer und Martin Scheuerer. Eugen Ulmer, Stuttgart (Hohenheim) 1995, ISBN 3-8001-3478-0, S. 296.